# Museu de Aviação de Istambul
O Museu da Aviação de Istambul (em turco:  Havacılık Müzesi) é um museu  gerido pela Força Aérea da Turquia. O museu está localizado na base militar anexa ao Aeroporto Atatürk, na área de Yeşilköy, distrito de Bakırköy, Istambul, na Turquia. O museu ocupa uma área de 65 000 m². 
O museu não só apresenta diversos aviões, helicópteros e armas usadas pela Força Aérea turca, mas também o transporte aéreo civil e muitos amostras de história da aeronáutica turca, a partir do Império Otomano.

## História
"No final da Primeira Guerra Mundial, a presença nos hangares de algumas aeronaves alemãs e outras - a mais antiga de 1912 - levou a inspeção da Força Aérea a decidir encontrar um museu de aviação. Foi iniciada a coleta de aeronaves de botas apreendidas do inimigo. Durante a Guerra da Independência, essas aeronaves foram trazidas para Kartal Maltepe, para protegê-las de danos; No entanto, algumas aeronaves foram gravemente danificadas durante o transporte. Este dano atrasou a ideia de construir um museu de aviação. Em 1960, sob o comando do Comando de Ar-Air Air General İrfan Tansel, levantou-se a ideia de construir um Museu da Aviação turco e, para esse fim, foi solicitado uma ordem, emitida em 1963, que as aeronaves usadas pelas Forças Aéreas e outras unidades, uma de cada vez, deveriam ser reservadas. Como resultado dos esforços exercidos, uma Organização do Museu da Aviação foi criada em 1966 e o primeiro Museu da Aviação da Turquia foi inaugurado no Aeroporto Civil em İzmir Cumaovasi em 1971."

## O Museu
"Apesar de atrair uma grande atenção na inauguração, uma pesquisa começou para uma nova área de construção para o Museu da Aviação, já que em sua localização existente não atraiu visitantes suficientes devido à distância do centro da cidade e às dificuldades de transporte. Além disso, foi decidido reparar a pista de pouso de Cumaovasi e usá-la mais para treinar vôos e aviação civil, criando novos problemas para o Museu em termos de habitação e assentamento; Assim, a transferência do Museu da Aviação para um lugar mais apropriado tornou-se essencial. 
O Museu da Aviação permaneceu em operação em İzmir-Cumaovasi até 1978. As investigações resultaram em uma decisão de mudar o Museu para a área ao lado do Aeroporto Militar em İstanbul-Yeşilköy, perto da Academia da Força Aérea. As considerações incluíram sua localização, potencial de visitantes, melhorias e conveniências de manutenção, e o fato de que também foi onde a primeira unidade aérea do país foi baseada e a importância histórica que ela tem. 
A construção do novo Museu da Aviação foi iniciada em 1977 e foi concluída em 1983. O Museu ocupou uma área de 65.000 m2 no total, abrangendo áreas de exibição, 2.365 m2 (25.460 pés quadrados) fechados e 12.000 m2 (130.000 pés quadrados) aberto. 
A arquitetura interior e a decoração, seguindo a abordagem da museologia moderna, foram realizadas por técnicos e especialistas da Direcção Provincial de Cultura, Construção e Monumentos de Istambul e da Universidade Mimar Sinan. O museu foi aberto aos visitantes pelo general Halil Sözer, comandante da Força Aérea da Turquia, em 16 de outubro de 1985." 

## Ligações Externas
- «Site oficial do museu» (em turco). &32;(istanbulmuze.hvkk.tsk.tr)
- «Fotografias do museu em www.hho.edu.tr» (em turco)